# S/2007 (469514) 1
S/2007 (469514) 1 é o objeto secundário do corpo celeste denominado de (469514) 2003 QA91. Ele é um objeto transnetuniano que tem cerca de 180 km de diâmetro e orbita o corpo primário a uma distância de 1 900 ± 100 km.

## Descoberta
S/2007 (469514) 1 foi descoberto no dia 19 de junho de 2006 através do Telescópio Espacial Hubble e sua descoberta foi anunciada em 14 de março de 2007.